# Sport Street
Sport Street es una multinacional española dedicada al calzado y ropa deportiva. Su sede se encuentra en Madrid y opera en más de 12 países con cerca de 320 tiendas. Como señas de identidad, cuenta con cuatro marcas propias de moda deportiva: Décimas, Polinesia, INVAIN y Tenth.

## Historia
En 1985 Sport Street fue fundada como una empresa comercializadora de moda deportiva representada en las tiendas Décimas. La primera se abrió en Madrid en 1987. A los 2 años, en 1989, surgía la primera marca propia, Tenth.
La marca comenzó pronto a expandirse por toda España e incluso inició operaciones en Europa en 2014. Al año siguiente presentó su segunda marca propia, Polinesia, enfocada a un estilo más urbano.
En 2017 anuncia su tercera marca propia INVAIN, especializada en sneakers y streetwear. En el año 2019, Décimas abre sus tiendas de comercio electrónico de ámbito internacional en Francia y Portugal; años más tarde, lo hace en otros países de Europa como: Alemania, Austria, Bélgica, Italia, Luxemburgo, Mónaco y Países Bajos.  Actualmente, también tiene presencia en estos países con tiendas físicas, como en Polonia y Rumanía.